# 马特·里德利
马特·里德利，第五代里德利子爵（英語：Matthew White Ridley, 5th Viscount Ridley，1946年5月28日—）是一位英国科学记者和商人。

## 代表作
- 《红色皇后 : 性与人性的演化》（The Red Queen: Sex and the Evolution of Human Nature，1994）
- 《基因组：人种自传23章》（Genome: The Autobiography of a Species in 23 Chapters，1999）
- 《先天，后天：基因、经验和什么使我们成为人》（Nature Via Nurture: Genes, Experience, and What Makes us Human，2003）